# علما الشعب
علما الشعب قرية في قضاء صور، أحد أقضية محافظة جنوب لبنان. تبعد علما الشعب 110 كلم (68.354 مي) عن بيروت، وترتفع 380 م (1246.78 قدم - 415.568 يارد) عن سطح البحر، ومساحتها 1954 هكتاراً (19.54 كلم²- 7.54244 ميل²).